# Джеймс Ейджи
Джеймс Ейджи (на английски: James Agee) е американски журналист, филмов критик, сценарист, поет и писател на произведения в жанра драма, лирика, мемоари и документалистика.

## Биография и творчество
Джеймс Руфус Ейджи е роден на 27 ноември 1909 г. в Ноксвил, Тенеси, САЩ, в семейството на Хю Ейджи и Лора Тайлър. Когато е 6-годишен, баща му загива при автомобилна катастрофа. От седемгодишна възраст той и по-малката му сестра Ема получават образование в интернати. Един от тях е Школата за планински момчета „Сейнт Андрюс“ на Ордена на Светия кръст към Епископалната църква. Там през 1919 г. негов довереник става отец Джеймс Харолд Флай, учител по история, с когото по-късно води кореспонденция на литературни и други теми през живота си (публикувани са през 1962 г.).
Майка му се омъжва през 1924 г. за отец Ерскин Райт и семейството се мести в Рокланд, Мейн. През 1925 г. пътува през лятото с отец Флай в Европа. След това учи в интернат в Ню Хампшър, като през 1928 г. учи в Академия „Филипс Ексетер“. Скоро след това започва кореспонденция с писателя Дуайт Макдоналд. В академията е редактор на месечното списание, където публикува първите си разкази, поезия и статии. Макар и незавършил гимназиалния курс, през 1932 г. е приет в бакалавърския Харвардски колеж на Харвардския университет. Там учи при писателя Робърт Хилиър и литературния теоретик Айвър Ричардс, а съученик му е бъдещият поет и критик Робърт Фицджералд. Главен редактор е на изданието на университета „The Harvard Advocate“.
След дипломирането си работи като репортер за списание „Time“ в Ню Йорк. Едновременно пише за списание списание „Fortune“ (1932 – 1937) и по-късно и филмова критика за списание „The Nation“. През 1934 г. публикува единствения си сборник с поезия „Permit Me Voyage“ (Разреши ми пътешествие).
През лятото на 1936 г., по време на Голямата депресия, по задача на „Fortune“ прекарва осем седмици в Алабама с фотографа Уокър Евънс. Въз основа на наблюденията им през 1941 г. е издадена книгата „Let Us Now Praise Famous Men“ (Нека сега да възхваляваме известни хора), която представя живота на три семейства в този период. Книгата е определена като най-добрите документални литературни произведения на 20 век от Нюйоркската школа по журналистика и Нюйоркската публична библиотека.
Ейджи напуска „Fortune“ през 1937 г. От 1939 г. пише литературна критика за „Time“, а през 1941 г. и филмова критика. В периода 1942 – 1948 г. работи като филмов критик за „The Nation“. След смъртта му статиите му са обобщени и издадени в самостоятелна поредица. През 30-те и 40-те години на 20-те век той е един от най-влиятелните филмови критици в САЩ.
През 1948 г. напуска работата си и работи на свободна практика, продължавайки да пише статии за списания и сценарии за филми. Той е един от сценаристите на два от най-аплодираните филми на 50-те години: „Африканската кралица“ (1951) и „Нощта на ловеца“ (1955).
Първият му роман, „The Morning Watch“, е издаден през 1951 г. Същата година, докато е в Санта Барбара, вследствие на постоянния си алкохолизъм и пушене, Ейджи получава първия си инфаркт.
Автобиографичният му роман „Смърт в семейството“ е издаден посмъртно през 1957 г. Романът представя времето около смъртта на баща му. През 1958 г. романът е удостоен с наградата „Пулицър“.
Скоро след дипломирането си в Харвард той се жени за Оливия Сондърс. Развеждат се през 1938 г. След това се жени за Алма Мейлман, с която се развеждат през 1941 г. Тя заминава за Мексико със сина им Джоел, където живее с германския комунистически политик и писател Бодо Узе. През 1946 г. се жени за Миа Фрич, с която живее в Гринуич Вилидж. Имат две дъщери – Джулия и Андреа, и син – Джон.
Джеймс Ейджи умира от инфаркт на миокарда в такси на път за болницата на 16 май 1955 г. в Ню Йорк. Погребан е в неговата ферма в Хилсдейл, щат Ню Йорк.
Улица и парк в Ноксвил са кръстени на негово име. Части от литературното му творчество се съхраняват в Университета на Тенеси в Ноксвил, в библиотека, наречена на негово име, и в Центъра за хуманитарни изследвания „Хари Ренсъм“ в Тексаския университет в Остин.

## Произведения

### Самостоятелни романи
- The Morning Watch (1951)
- A Death in the Family (1957) – награда „Пулицър“
Смърт в семейството, изд.: „Народна култура“, София (1985), прев. Христина Кочемидова

### Новели
- Shorterfiction (2005)

### Поезия
- Permit Me Voyage (1934)

### Документалистика
- Let Us Now Praise Famous Men (1941) – с Уокър Евънс
- Agee On Film (1963)
- Letters of James Agee to Father Flye (1964)
- James Agee Letters (1971)
- James Agee, Selected Journalism (1985)
- Selected Literary Documents (1996)
- James Agee Rediscovered (2005)
- Film Writing and Selected Journalism (2005)

#### Серия „Ейджи за филмите“ (Agee on Film)
1. Essays and Reviews (1958)
2. Five Film Plays (1960)
3. Criticism and Comment on the Movies (1960)

### Екранизации
- 1948 The Quiet One – документален, диалог
- 1948 In the Street – режисьор
- 1951 Африканската кралица, The African Queen – сценарий по романа на С. С. Форестър
- 1952 Face to Face – сценарий по част от „The Bride Comes to Yellow Sky“ на Стивън Крейн
- 1955 Нощта на ловеца, The Night of the Hunter – сценарий по романа на Дейвис Груб
- 1952 – 1956 Omnibus – ТВ сериал, сценарий на 7 епизода
- 1961 Festival – ТВ сериал, 1 епизод
- 1963 All the Way Home – по романа „Смърт в семейството“
- 1971 All the Way Home – ТВ филм, по романа „Смърт в семейството“
- 1981 All the Way Home – ТВ филм, по романа „Смърт в семейството“
- 2002 Смърт в семейството, A Death in the Family – ТВ филм